# ريتشارد جونز (سياسي أسترالي)
ريتشارد جونز (بالإنجليزية: Richard Jones)‏ هو سياسي أسترالي، ولد في 1936، وتوفي في 1986.